# Retransmissió (xarxes de dades)
La retransmissió, essencialment idèntica a la petició de repetició automàtica (ARQ), és el reenviament de paquets que han estat danyats o perduts. La retransmissió és un dels mecanismes bàsics utilitzats pels protocols que operen a través d'una xarxa informàtica de commutació de paquets per proporcionar una comunicació fiable (com la proporcionada per un flux de bytes fiable, per exemple TCP).
Aquestes xarxes solen ser "poc fiables", és a dir, no ofereixen cap garantia que no es retardin, danyin o perdran paquets, ni els lliuraran fora de servei. Els protocols que proporcionen una comunicació fiable a través d'aquestes xarxes utilitzen una combinació d'avisos de recepció (és a dir, un rebut explícit de la destinació de les dades), la retransmissió de paquets que falten o danyats (generalment s'inicien per un temps d'espera) i sumes de control per proporcionar aquesta fiabilitat.

## Reconeixement
Hi ha diverses formes de reconeixement que es poden utilitzar sols o junts en els protocols de xarxa:
- Reconeixement positiu: el receptor notifica explícitament al remitent quins paquets, missatges o segments s'han rebut correctament. Per tant, el reconeixement positiu també informa implícitament al remitent quins paquets no s'han rebut i proporciona detalls sobre els paquets que s'han de retransmetre.
- Reconeixement negatiu (NACK): el receptor notifica explícitament al remitent quins paquets, missatges o segments s'han rebut incorrectament i, per tant, és possible que s'hagi de retransmetre (RFC 4077).
- Reconeixement selectiu (SACK): el receptor enumera explícitament quins paquets, missatges o segments d'un flux es reconeixen (ja sigui de manera negativa o positiva). El reconeixement selectiu positiu és una opció de TCP (RFC 2018) que és útil en l'accés a Internet per satèl·lit (RFC 2488).
- Reconeixement acumulat: el receptor reconeix que ha rebut correctament un paquet, missatge o segment en un flux que informa implícitament al remitent que els paquets anteriors s'han rebut correctament. TCP utilitza el reconeixement acumulat amb la seva finestra lliscant TCP.

- si aquest reconeixement no arriba en un termini raonable, el temps mort
- l'emissor descobreix, sovint a través d'alguns mitjans fora de banda, que la transmissió no va tenir èxit
- si el receptor sap que les dades esperades no han arribat, i així ho notifica a l'emissor
- si el receptor sap que les dades han arribat, però en estat malmès, i ho indica a l'emissor[4]

## Retransmissió
La retransmissió és un concepte molt senzill. Sempre que una part envia alguna cosa a l'altra, conserva una còpia de les dades que ha enviat fins que el destinatari hagi reconegut que l'ha rebut. En diverses circumstàncies, el remitent retransmet automàticament les dades mitjançant la còpia conservada. Els motius per reenviar inclouen:
- si aquest reconeixement no arriba en un termini raonable, el temps mort
- l'emissor descobreix, sovint a través d'alguns mitjans fora de banda, que la transmissió no va tenir èxit
- si el receptor sap que les dades esperades no han arribat, i així ho notifica a l'emissor
- si el receptor sap que les dades han arribat, però en estat malmès, i ho indica a l'emissor